# Mindanaói sámarigó
A mindanaói sámarigó (Copsychus mindanensis) a madarak osztályának a verébalakúak (Passeriformes) rendjéhez és a légykapófélék (Muscicapidae) családjához tartozó faj.

## Rendszerezése
A fajt Pieter Boddaert holland ornitológus írta le 1783-ban, a Turdus nembe Turdus mindanensis néven.

## Előfordulása
A Fülöp-szigetek területén honos. Természetes élőhelyei a szubtrópusi vagy trópusi mocsári erdők, mangroveerdők, lombhullató erdők és cserjések, folyók és patakok környékén, valamint szántóföldek, ültetvények, vidéki kertek és városias régiók. Állandó, nem vonuló faj.

## Megjelenése
Testhossza 19 centiméter, testtömege 29–37 gramm.

## Életmódja
Főleg rovarokkal táplálkozik, de pókokat is fogyaszt.

## Természetvédelmi helyzete
Az elterjedési területe nagy, egyedszáma pedig stabil. A Természetvédelmi Világszövetség Vörös listáján nem fenyegetett fajként szerepel.